# Hammerschmidtia
Hammerschmidtia is een vliegengeslacht uit de familie van de zweefvliegen (Syrphidae).

## Soorten
- H. ferruginea (Fallen, 1817)
- H. ingrica Stackelberg, 1952